# Delahaye Type 134

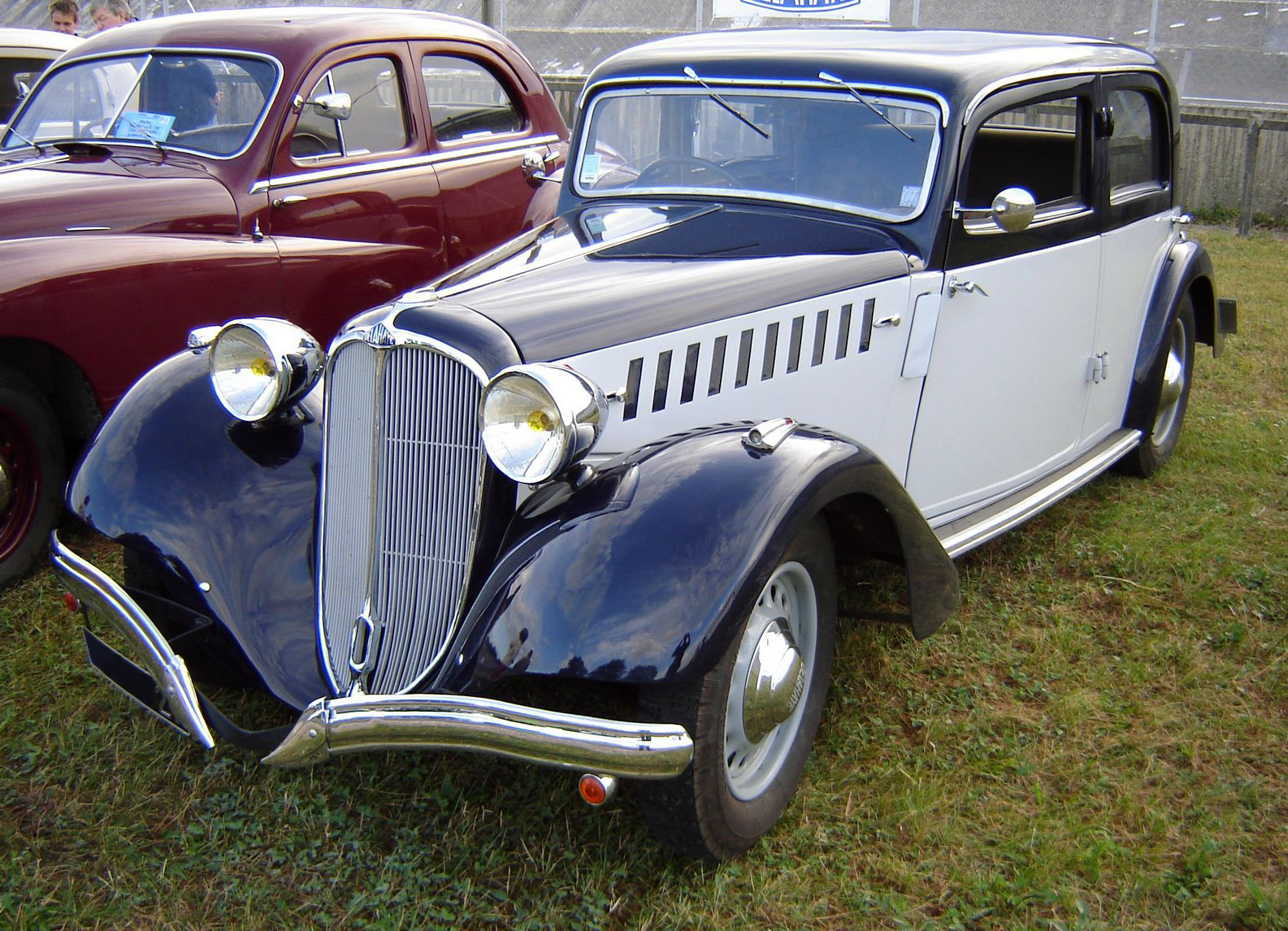
Delahaye Type 134 N von 1936

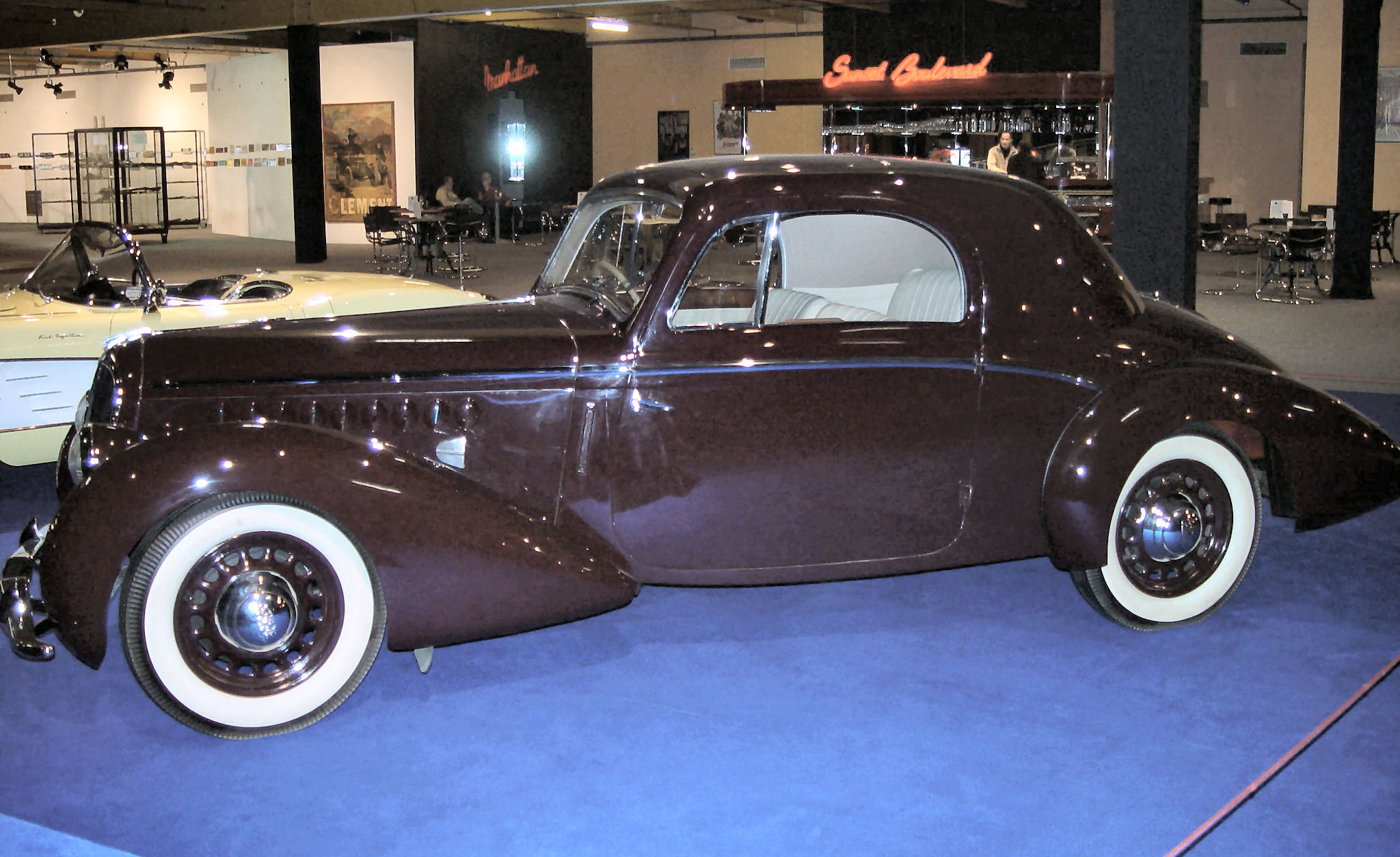
Delahaye 134 N als Coupé von Chapron

Der Delahaye Type 134 ist ein Pkw-Modell. Hersteller war Automobiles Delahaye in Frankreich. Vorgänger war der Delahaye Type 124.

## Beschreibung
Die erste Ausführung Type 134 Super Luxe entstand von 1933 bis 1936 in 910 Exemplaren. Der Vierzylinder-Ottomotor war in Frankreich mit 12 CV eingestuft. Die Zylinderabmessungen von 80 mm Bohrung und 107 mm Hub entsprechen den Sechszylindermotoren im Delahaye Type 135 und Delahaye Type 138. Das ergibt 2151 cm³ Hubraum und 45 PS Motorleistung. Er ist vorn im Fahrgestell eingebaut und treibt die Hinterachse an. Beim Vierganggetriebe sind die oberen beiden Gänge synchronisiert. Der Radstand beträgt einheitlich 286 cm. Bekannt sind die Karosseriebauformen Limousine, Cabriolimousine und Coupé sowie Pick-up und Kastenwagen als kleine Nutzfahrzeuge mit 900 kg Nutzlast. Das Leergewicht beträgt etwa 1150 kg und die Höchstgeschwindigkeit 115 km/h.
Darauf folgte der Type 134 N, wobei das N für Nouveau (neu) stand. Hiervon entstanden 340 Fahrzeuge in der ersten Bauphase 1936 bis 1938 und weitere 100 von 1945 bis 1946. Die Motorleistung beträgt nun 50 PS. Das normale Fahrgestell hat 295 cm Radstand. Die lange Ausführung Type 134 N Long mit 315 cm Radstand gab es nur vor dem Zweiten Weltkrieg. Das Karosserieangebot wurde um Roadster, Cabriolet und Pullman-Limousine erweitert.110 bis 115 km/h Höchstgeschwindigkeit sind möglich.
Der Type 134 G hat einen etwas größeren Motor. 84 mm Bohrung ergeben 2372 cm³ Hubraum, 14 CV und 59 PS. 376 Fahrzeuge wurden von 1938 bis 1940 gefertigt und weitere 20 zwischen 1945 und 1946.
Für die Fahrzeuge nach 1945 ist eine Länge von 460 cm und ein Leergewicht von etwa 1200 kg bekannt.
Auktionsergebnisse ab 2016 zeigen deutlich unterschiedliche Preise. Geschlossene Fahrzeuge erzielten  14.400 Euro, 25.200 Euro und 32.400 Euro oder wurden bei Schätzpreisen von 10.000 bis 15.000 Euro und von 60.000 bis 75.000 US-Dollar nicht verkauft.
Für ein Cabriolet mit Aufbau von der Carrosserie Labourdette wurden 120.000 bis 150.000 Euro erwartet.